# Banda (film 1928)
Banda (ang. The Racket) – amerykański film z 1928 roku w reżyserii Lewisa Milestone’a.

## Obsada
- Thomas Meighan – kapitan James McQuigg
- Louis Wolheim – Nick Scarsi
- Marie Prevost – Helen Hayes
- George Stone – Joe Scarsi
- Sam De Grasse – prawnik Welch

## Nagrody i nominacje
| Nazwa nagrody | Wygrane            | Nominacje                                                    |
| ------------- | ------------------ | ------------------------------------------------------------ |
| Oscar         | 1929 bez rezultatu | 1929 Najlepsza produkcja filmowa wytwórnia The Caddo Company |